# Köröstarcsa
Köröstarcsa è un comune dell'Ungheria di 2 846 abitanti (dati 2001) . È situato nella contea di Békés.